# Khard Mard-e Anīsī
Khard Mard-e Anīsī (persiska: خَرد مَردِ اَنيسی) är en ort i Iran.   Den ligger i provinsen Mazandaran, i den norra delen av landet, 160 km nordost om huvudstaden Teheran. Antalet invånare är 446.
Terrängen runt Khard Mard-e Anīsī är mycket platt, och sluttar norrut. Runt Khard Mard-e Anīsī är det tätbefolkat, med 286 invånare per kvadratkilometer. Närmaste större samhälle är Babol, 11,1 km söder om Khard Mard-e Anīsī. Trakten runt Khard Mard-e Anīsī består till största delen av jordbruksmark.